# Академічне веслування на літніх Олімпійських іграх 2004
Змагання з академічного веслування на літніх Олімпійських іграх 2004 пройшли з  14серпня по 22 серпня. Були розіграні 14 комплектів нагород серед 550 спортсменів.

## Медалі

### Загальний залік
| Місце  | Країна          | Золото | Срібло | Бронза | Загалом |
| ------ | --------------- | ------ | ------ | ------ | ------- |
| 1      | Румунія         | 3      | 0      | 0      | 3       |
| 2      | Німеччина       | 2      | 2      | 0      | 4       |
| 3      | Велика Британія | 1      | 2      | 1      | 4       |
| 4      | Австралія       | 1      | 1      | 2      | 4       |
| 5      | Франція         | 1      | 1      | 0      | 2       |
| 5      | США             | 1      | 1      | 0      | 2       |
| 7      | Данія           | 1      | 0      | 0      | 1       |
| 7      | Нова Зеландія   | 1      | 0      | 0      | 1       |
| 7      | Норвегія        | 1      | 0      | 0      | 1       |
| 7      | Польща          | 1      | 0      | 0      | 1       |
| 7      | Росія           | 1      | 0      | 0      | 1       |
| 12     | Нідерланди      | 0      | 1      | 2      | 3       |
| 13     | Білорусь        | 0      | 1      | 1      | 2       |
| 14     | Естонія         | 0      | 1      | 0      | 1       |
| 14     | Канада          | 0      | 1      | 0      | 1       |
| 14     | Словенія        | 0      | 1      | 0      | 1       |
| 14     | Хорватія        | 0      | 1      | 0      | 1       |
| 14     | Чехія           | 0      | 1      | 0      | 1       |
| 19     | Італія          | 0      | 0      | 3      | 3       |
| 20     | Болгарія        | 0      | 0      | 2      | 2       |
| 21     | Греція          | 0      | 0      | 1      | 1       |
| 21     | ПАР             | 0      | 0      | 1      | 1       |
| 21     | Україна         | 0      | 0      | 1      | 1       |
| Всього | Всього          | 14     | 14     | 14     | 42      |

### Медалісти
| Дисципліна                                    | Золото | Срібло | Бронза |
| --------------------------------------------- | --- | --- | --- |
| Парні одиночки, чоловіки детальніше           | Олаф Туфте · Норвегія (NOR) | Юрі Янсон · Естонія (EST) | Іво Янакієв · Болгарія (BUL) |
| Парні одиночки, жінки детальніше              | Катрін Руштов-Штомпоровскі · Німеччина (GER) | Катерина Карстен · Білорусь (BLR) | Рум'яна Нейкова · Болгарія (BUL) |
| Двійки, чоловіки детальніше                   | Австралія (AUS) Дрю Джінн Джеймс Томкінс | Хорватія (CRO) Сініша Скелін Нікша Скелін | ПАР (RSA) Донован Чех Рамон ди Клементе |
| Двійки, жінки детальніше                      | Румунія (ROU) Джорджета Дам'ян Віоріка Сусану | Велика Британія (GBR) Кетрін Грейнджер Кетрін Бішоп | Білорусь (BLR) Юлія Бічик Наталія Гелах |
| Парні двійки, чоловіки детальніше             | Франція (FRA) Себастьєн Віелльден Адріан Арді | Словенія (SLO) Ізток Чоп Лука Шпік | Італія (ITA) Россано Гальтаросса Алессіо Сарторі |
| Парні двійки, жінки детальніше                | Нова Зеландія (NZL) Джорджіна Еверс-Свінделл Керолайн Еверс-Свінделл                                                                                      | Румунія (ROU) Кейт Горнсі Сара Тейт | Велика Британія (GBR) Джульєтт Гей Ребекка Скоун |
| Парні двійки, легка вага, чоловіки детальніше | Польща (POL) Томаш Кухарський Роберт Сич | Франція (FRA) Фредерік Дюфур Паскаль Турон | Греція (GRE) Василіс Полімерос Ніколас Скіафітіс |
| Парні двійки, легка вага, жінки детальніше    | Румунія (ROU) Констанца Бурчіке Анджела Алупей | Німеччина (GER) Даніела Раймер Клаудія Бласберг | Нідерланди (NED) Кірстен ван дер Колк Маріт ван Ейпен                                                                                                 |
| Четвірки, чоловіки детальніше                 | Велика Британія (GBR) Стів Вільямс Джеймс Крекнелл Ед Куд Меттью Пінсент                                                                                  | Канада (CAN) Кемерон Берг Томас Хершміллер Джейк Ветзел Барні Вільямс                                                                                         | Італія (ITA) Лоренцо Порцо Даріо Дентале Лука Агаменноні Раффаелло Леонардо                                                                           |
| Четвірки, легка вага, чоловіки детальніше     | Данія (DEN) Тор Крістенсен Томас Еберт Стефан Мьольвіг Ескілд Еббесен                                                                                     | Австралія (AUS) Глен Лофтус Ентоні Едвардс Бен Кьюртон Симон Берджесс                                                                                         | Італія (ITA) Лоренцо Бертіні Кателло Амаранте Сальваторе Амітрано Бруно Маскареньяс                                                                   |
| Парні четвірки, чоловіки детальніше           | Росія (RUS) Ніколай Спінєв Ігор Кравцов Олексій Свірін Сергій Федоровцев                                                                                  | Чехія (CZE) Давид Копршіва Томаш Карас Якуб Ганак Давид Їрка                                                                                                  | Україна (UKR) Сергій Білоущенко Сергій Гринь Олег Ликов Леонід Шапошніков                                                                             |
| Парні четвірки, жінки детальніше              | Німеччина (GER) Катрін Борон Майке Еверс Мануела Лутце Керстін Ковальські                                                                                 | Велика Британія (GBR) Елісон Мобрей Деббі Флад Френсіс Готон Ребекка Ромеро                                                                                   | Австралія (AUS) Дана Фейлетік Ребекка Сеттін Ембер Бредлі Керрі Хоура                                                                                 |
| Вісімки, чоловіки детальніше                  | США (USA) Джейсон Рід Ваят Аллен Кріс Аренс Джозеф Хансен Метт Дікін Ден Бірі Бо Гупман Браян Волпенгейн Пітер Сіполлон                                   | Нідерланди (NED) Маттейс Велленга Гейс Вермулен Ян-Віллем Габріельс Даніель Менш Герт-Ян Дерксен Геррітьян Еггенкамп Дідерік Сімон Міхел Бартман Чунь Вей Чон | Австралія (AUS) Стефан Щуровські Стюарт Ресайд Стюарт Уелч Джеймс Стюарт Джеффрі Стюарт Бо Хенсон Майк Маккей Стівен Стюарт Майкл Тун                 |
| Вісімки, жінки детальніше                     | Румунія (ROU) Родіка Флореа-Шербан Віоріка Сусану Ауріца Береску Йоана Папук Ліліана Гафенку Елісабета Ліпе Джорджета Дам'ян Дойна Іґнат Елена Джорджеску | США (USA) Кейт Джонсон Саманта Мегі Меган Діркмат Елісон Кокс Карін Дейвіс Лорен Корхольц Анна Майкельсон Ліанн Нельсон Мері Віппл                            | Нідерланди (NED) Фраукє Вегман Марліс Смулдерс Нінке Хоммес Хюрнет Деккерс Аннемаріке ван Румпт Аннемік де Ган Сара Сігелар Гелен Тангер Естер Воркел |